# Tour de France 1992
Die 79. Tour de France fand vom 4. bis 26. Juli 1992 statt und führte dabei auf 21 Etappen über 3983 km. Die Rundfahrt führte dabei durch sieben Länder: Spanien, Frankreich, Belgien, Niederlande, Deutschland, Luxemburg und Italien. Um dieses zu realisieren, ließ die Tour-Organisation zum ersten Mal seit der Tour de France 1910 die Pyrenäen aus. Es nahmen 198 Rennfahrer an der Rundfahrt teil, von denen 130 klassifiziert wurden.

## Rennverlauf
Der Spanier Miguel Indurain, der als Titelverteidiger antrat, konnte am ersten Tag den Prolog gewinnen, musste das Gelbe Trikot nach der ersten Etappe aber an den Schweizer Alex Zülle abtreten. Über die Schultern von Richard Virenque wanderte das Führungstrikot weiter zu Pascal Lino, der bei der dritten Etappe in einer zehnköpfigen Spitzengruppe einen Vorsprung von sieben Minuten herausfuhr.
Erst auf der ersten schweren Bergetappe über fünf Pässe nach Sestriere musste Lino das Trikot an Indurain wieder abgeben. Bei dieser Etappe krönte der Italiener Claudio Chiappucci eine 125 km lange Solofahrt mit dem Tagessieg.
Indurain konnte sich durch seine Siege bei den beiden Einzelzeitfahren sowie dem Prolog gegen den am Berg besseren Italiener Chiappucci durchsetzen, dieser holte neben dem zweiten Platz der Gesamtwertung auch die Bergwertung. Indurain, der die Tour mit einer Durchschnittsgeschwindigkeit von 39,504 km/h bewältigte, sicherte sich mit seinem Erfolg das „Double“ bei den großen Rundfahrten, nachdem er zuvor schon den Giro d’Italia gewonnen hatte.
Im Kampf um die Punktewertung setzte sich Laurent Jalabert knapp gegen den Belgier Johan Museeuw durch, Jalabert gewann zudem noch die sechste Etappe im Sprint einer Ausreißergruppe.
Die prestigeträchtige letzte Etappe nach Paris gewann Olaf Ludwig im Massenspurt auf der Avenue des Champs-Élysées.

## Etappen
| Etappe     | Datum    | Etappenorte                                     | type              | Länge (km) | Etappensieger        | Gesamtführender  |
| ---------- | -------- | ----------------------------------------------- | ----------------- | ---------- | -------------------- | ---------------- |
| Prolog     | 4. Jul.  | Donostia-San Sebastián – Donostia-San Sebastián | Prolog            | 8          | Miguel Indurain      | Miguel Indurain  |
| 1. Etappe  | 5. Jul.  | Donostia-San Sebastián – Donostia-San Sebastián | Hügelige Etappe   | 194,5      | Dominique Arnould    | Alex Zülle       |
| 2. Etappe  | 6. Jul.  | Donostia-San Sebastián – Pau                    | Hügelige Etappe   | 255        | Javier Murguialday   | Richard Virenque |
| 3. Etappe  | 7. Jul.  | Pau – Bordeaux                                  | Flachetappe       | 218        | Rob Harmeling        | Pascal Lino      |
| 4. Etappe  | 8. Jul.  | Libourne – Libourne                             | Teamzeitfahren    | 63,5       | Panasonic-Sportlife  | Pascal Lino      |
| 5. Etappe  | 9. Jul.  | Nogent-sur-Oise – Wasquehal                     | Flachetappe       | 196        | Guido Bontempi       | Pascal Lino      |
| 6. Etappe  | 10. Jul. | Roubaix – Groß-Brüssel                          | Flachetappe       | 167        | Laurent Jalabert     | Pascal Lino      |
| 7. Etappe  | 11. Jul. | Groß-Brüssel – Valkenburg                       | Flachetappe       | 196,5      | Gilles Delion        | Pascal Lino      |
| 8. Etappe  | 12. Jul. | Valkenburg – Koblenz                            | Flachetappe       | 206,5      | Jan Nevens           | Pascal Lino      |
| 9. Etappe  | 13. Jul. | Luxemburg – Luxemburg                           | Einzelzeitfahren  | 65         | Miguel Indurain      | Pascal Lino      |
| 10. Etappe | 14. Jul. | Luxemburg – Straßburg                           | Flachetappe       | 217        | Jean-Paul van Poppel | Pascal Lino      |
| 11. Etappe | 15. Jul. | Straßburg – Mülhausen                           | Hügelige Etappe   | 249,5      | Laurent Fignon       | Pascal Lino      |
|            | 16. Juli | Ruhetag in Dole                                 |                   |            |                      |                  |
| 12. Etappe | 17. Jul. | Dole – Saint-Gervais-les-Bains                  | Hügelige Etappe   | 267,5      | Rolf Järmann         | Pascal Lino      |
| 13. Etappe | 18. Jul. | Saint-Gervais-les-Bains – Sestriere             | Hochgebirgsetappe | 254,5      | Claudio Chiappucci   | Miguel Indurain  |
| 14. Etappe | 19. Jul. | Sestriere – Alpe d’Huez                         | Hochgebirgsetappe | 186,5      | Andrew Hampsten      | Miguel Indurain  |
| 15. Etappe | 20. Jul. | Le Bourg-d’Oisans – Saint-Étienne               | Hügelige Etappe   | 198        | Franco Chioccioli    | Miguel Indurain  |
| 16. Etappe | 21. Jul. | Saint-Étienne – La Bourboule                    | Hügelige Etappe   | 212        | Stephen Roche        | Miguel Indurain  |
| 17. Etappe | 22. Jul. | La Bourboule – Montluçon                        | Flachetappe       | 189        | Jean-Claude Colotti  | Miguel Indurain  |
| 18. Etappe | 23. Jul. | Montluçon – Tours                               | Flachetappe       | 212        | Thierry Marie        | Miguel Indurain  |
| 19. Etappe | 24. Jul. | Tours – Blois                                   | Einzelzeitfahren  | 64         | Miguel Indurain      | Miguel Indurain  |
| 20. Etappe | 25. Jul. | Blois – Nanterre                                | Flachetappe       | 222        | Peter De Clercq      | Miguel Indurain  |
| 21. Etappe | 26. Jul. | La Défense – Paris                              | Flachetappe       | 141        | Olaf Ludwig          | Miguel Indurain  |

## Ergebnisse

### Gesamtwertung
| \| Gesamtwertung \| Gesamtwertung \| Gesamtwertung \| Gesamtwertung \| Gesamtwertung \| \| Fahrer \| Fahrer \| Land \| Team \| Zeit \| \| ------------- \| ------------------------ \| ---------------------- \| ----------------------------- \| ----------------- \| \| 1. \| Miguel Indurain \| Spanien \| Banesto \| 100 h 49 min 30 s \| \| 2. \| Claudio Chiappucci \| Italien \| Carrera Jeans-Tassoni \| + 4 min 35 s \| \| 3. \| Gianni Bugno \| Italien \| Gatorade-Chateau d'Ax \| + 10 min 49 s \| \| 4. \| Andrew Hampsten \| Vereinigte Staaten \| Motorola \| + 13 min 40 s \| \| 5. \| Pascal Lino \| Frankreich \| RMO \| + 14 min 37 s \| \| 6. \| Pedro Delgado \| Spanien \| Banesto \| + 15 min 16 s \| \| 7. \| Erik Breukink \| Niederlande \| PDM-Ultima-Concorde \| + 18 min 51 s \| \| 8. \| Giancarlo Perini \| Italien \| Carrera Jeans-Tassoni \| + 19 min 16 s \| \| 9. \| Stephen Roche \| Irland \| Carrera Jeans-Tassoni \| + 20 min 23 s \| \| 10. \| Jens Heppner \| Deutschland \| Telekom-Merckx \| + 25 min 30 s \| \| 11. \| Franco Vona \| Italien \| GB-MG Boys Maglificio-Bianchi \| + 25 min 43 s \| \| 12. \| Éric Boyer \| Frankreich \| Z \| + 26 min 16 s \| \| 13. \| Gert-Jan Theunisse \| Niederlande \| TVM-Sanyo \| + 27 min 07 s \| \| 14. \| Eddy Bouwmans \| Niederlande \| Panasonic-Sportlife \| + 28 min 35 s \| \| 15. \| Gérard Rué \| Frankreich \| Castorama \| + 28 min 48 s \| \| 16. \| Franco Chioccioli \| Italien \| GB-MG Boys Maglificio-Bianchi \| + 30 min 31 s \| \| 17. \| Steven Rooks \| Niederlande \| Buckler \| + 31 min 09 s \| \| 18. \| Robert Millar \| Vereinigtes Königreich \| TVM-Sanyo \| + 31 min 19 s \| \| 19. \| Francisco Javier Mauleón \| Spanien \| CLAS-Cajastur \| + 31 min 27 s \| \| 20. \| Arsenio González \| Spanien \| CLAS-Cajastur \| + 31 min 51 s \| \| 21. \| Raúl Alcalá \| Mexiko \| PDM-Ultima-Concorde \| + 33 min 20 s \| \| 22. \| Jon Unzaga \| Spanien \| CLAS-Cajastur \| + 36 min 43 s \| \| 23. \| Laurent Fignon \| Frankreich \| Gatorade-Chateau d'Ax \| + 41 min 51 s \| \| 24. \| Óscar Vargas \| Kolumbien \| Amaya Seguros \| + 43 min 19 s \| \| 25. \| Richard Virenque \| Frankreich \| RMO \| + 46 min 01 s \| |                          |                        |                               |                   |
| |                          |                        |                               |                   |
| Quelle: ProCyclingStats |                          |                        |                               |                   |
| Gesamtwertung |                          |                        |                               |                   |
| Fahrer | Fahrer                   | Land                   | Team                          | Zeit              |
| 1. | Miguel Indurain          | Spanien                | Banesto                       | 100 h 49 min 30 s |
| 2. | Claudio Chiappucci       | Italien                | Carrera Jeans-Tassoni         | + 4 min 35 s      |
| 3. | Gianni Bugno             | Italien                | Gatorade-Chateau d'Ax         | + 10 min 49 s     |
| 4. | Andrew Hampsten          | Vereinigte Staaten     | Motorola                      | + 13 min 40 s     |
| 5. | Pascal Lino              | Frankreich             | RMO                           | + 14 min 37 s     |
| 6. | Pedro Delgado            | Spanien                | Banesto                       | + 15 min 16 s     |
| 7. | Erik Breukink            | Niederlande            | PDM-Ultima-Concorde           | + 18 min 51 s     |
| 8. | Giancarlo Perini         | Italien                | Carrera Jeans-Tassoni         | + 19 min 16 s     |
| 9. | Stephen Roche            | Irland                 | Carrera Jeans-Tassoni         | + 20 min 23 s     |
| 10. | Jens Heppner             | Deutschland            | Telekom-Merckx                | + 25 min 30 s     |
| 11. | Franco Vona              | Italien                | GB-MG Boys Maglificio-Bianchi | + 25 min 43 s     |
| 12. | Éric Boyer               | Frankreich             | Z                             | + 26 min 16 s     |
| 13. | Gert-Jan Theunisse       | Niederlande            | TVM-Sanyo                     | + 27 min 07 s     |
| 14. | Eddy Bouwmans            | Niederlande            | Panasonic-Sportlife           | + 28 min 35 s     |
| 15. | Gérard Rué               | Frankreich             | Castorama                     | + 28 min 48 s     |
| 16. | Franco Chioccioli        | Italien                | GB-MG Boys Maglificio-Bianchi | + 30 min 31 s     |
| 17. | Steven Rooks             | Niederlande            | Buckler                       | + 31 min 09 s     |
| 18. | Robert Millar            | Vereinigtes Königreich | TVM-Sanyo                     | + 31 min 19 s     |
| 19. | Francisco Javier Mauleón | Spanien                | CLAS-Cajastur                 | + 31 min 27 s     |
| 20. | Arsenio González         | Spanien                | CLAS-Cajastur                 | + 31 min 51 s     |
| 21. | Raúl Alcalá              | Mexiko                 | PDM-Ultima-Concorde           | + 33 min 20 s     |
| 22. | Jon Unzaga               | Spanien                | CLAS-Cajastur                 | + 36 min 43 s     |
| 23. | Laurent Fignon           | Frankreich             | Gatorade-Chateau d'Ax         | + 41 min 51 s     |
| 24. | Óscar Vargas             | Kolumbien              | Amaya Seguros                 | + 43 min 19 s     |
| 25. | Richard Virenque         | Frankreich             | RMO                           | + 46 min 01 s     |

### Punktewertung
| Punktewertung | Punktewertung      | Punktewertung | Punktewertung         | Punktewertung |
| Fahrer        | Fahrer             | Land          | Team                  | Punkte        |
| ------------- | ------------------ | ------------- | --------------------- | ------------- |
| 1.            | Laurent Jalabert   | Frankreich    | ONCE                  | 293 P.        |
| 2.            | Johan Museeuw      | Belgien       | Lotto-Belgacom        | 262 P.        |
| 3.            | Claudio Chiappucci | Italien       | Carrera Jeans-Tassoni | 202 P.        |
| 4.            | Olaf Ludwig        | Deutschland   | Panasonic-Sportlife   | 193 P.        |
| 5.            | Massimo Ghirotto   | Italien       | Carrera Jeans-Tassoni | 177 P.        |

### Bergwertung
| Bergwertung | Bergwertung        | Bergwertung        | Bergwertung                   | Bergwertung |
| Fahrer      | Fahrer             | Land               | Team                          | Punkte      |
| ----------- | ------------------ | ------------------ | ----------------------------- | ----------- |
| 1.          | Claudio Chiappucci | Italien            | Carrera Jeans-Tassoni         | 410 P.      |
| 2.          | Richard Virenque   | Frankreich         | RMO                           | 245 P.      |
| 3.          | Franco Chioccioli  | Italien            | GB-MG Boys Maglificio-Bianchi | 209 P.      |
| 4.          | Miguel Indurain    | Spanien            | Banesto                       | 152 P.      |
| 5.          | Andrew Hampsten    | Vereinigte Staaten | Motorola                      | 140 P.      |

### Nachwuchswertung
| Nachwuchswertung | Nachwuchswertung | Nachwuchswertung | Nachwuchswertung         | Nachwuchswertung  |
| Fahrer           | Fahrer           | Land             | Team                     | Zeit              |
| ---------------- | ---------------- | ---------------- | ------------------------ | ----------------- |
| 1.               | Eddy Bouwmans    | Niederlande      | Panasonic-Sportlife      | 101 h 18 min 05 s |
| 2.               | Richard Virenque | Frankreich       | RMO                      | + 17 min 26 s     |
| 3.               | Jim Van De Laer  | Belgien          | Tulip Computers          | + 31 min 54 s     |
| 4.               | Arunas Cepele    | Litauen          | Postobón Manzana-Ryalcao | + 40 min 25 s     |
| 5.               | Laurent Jalabert | Frankreich       | ONCE                     | + 41 min 33 s     |

### Mannschaftswertung
| Mannschaftswertung | Mannschaftswertung    | Mannschaftswertung | Mannschaftswertung |
| Team               | Team                  | Land               | Zeit               |
| ------------------ | --------------------- | ------------------ | ------------------ |
| 1.                 | Carrera Jeans-Tassoni | Italien            | 302 h 58 min 12 s  |
| 2.                 | Banesto               | Spanien            | + 18 min 16 s      |
| 3.                 | CLAS-Cajastur         | Spanien            | + 49 min 27 s      |
| 4.                 | Gatorade-Chateau d'Ax | Italien            | + 1 h 02 min 46 s  |
| 5.                 | Z                     | Frankreich         | + 1 h 07 min 19 s  |

## Teams und Fahrer
| Nr. | Land       | Name                  | Platz  |
| --- | ---------- | --------------------- | ------ |
| 1   | Spanien    | Miguel Indurain       | 1      |
| 2   | Spanien    | Marino Alonso         | 98     |
| 3   | Frankreich | Jean-François Bernard | 39     |
| 4   | Frankreich | Armand de Las Cuevas  | ZÜ 14. |
| 5   | Spanien    | Pedro Delgado         | 6      |
| 6   | Spanien    | Aitor Garmendia       | 108    |
| 7   | Spanien    | Julián Gorospe        | 47     |
| 8   | Frankreich | Fabrice Philipot      | A 13.  |
| 9   | Spanien    | José Ramón Uriarte    | 63     |

| Nr. | Land       | Name                 | Platz |
| --- | ---------- | -------------------- | ----- |
| 11  | Italien    | Gianni Bugno         | 3     |
| 12  | Italien    | Andrea Chiurato      | 112   |
| 13  | Belgien    | Dirk De Wolf         | 86    |
| 14  | Italien    | Giovanni Fidanza     | 103   |
| 15  | Frankreich | Laurent Fignon       | 23    |
| 16  | Kolumbien  | Abelardo Rondón      | 55    |
| 17  | Spanien    | Pello Ruiz Cabestany | 72    |
| 18  | Italien    | Mario Scirea         | 107   |
| 19  | Italien    | Valerio Tebaldi      | A 15. |

| Nr. | Land       | Name                       | Platz  |
| --- | ---------- | -------------------------- | ------ |
| 21  | Italien    | Claudio Chiappucci         | 2      |
| 22  | Usbekistan | Dschamolidin Abduschaparow | ZÜ 13. |
| 23  | Italien    | Guido Bontempi             | 75     |
| 24  | Italien    | Mario Chiesa               | 117    |
| 25  | Italien    | Massimo Ghirotto           | 40     |
| 26  | Italien    | Alessandro Gianelli        | A 14.  |
| 27  | Italien    | Giancarlo Perini           | 8      |
| 28  | Irland     | Stephen Roche              | 9      |
| 29  | Italien    | Fabio Roscioli             | 90     |

| Nr. | Land        | Name             | Platz  |
| --- | ----------- | ---------------- | ------ |
| 31  | Frankreich  | Charly Mottet    | A 12.  |
| 32  | Frankreich  | Éric Caritoux    | 37     |
| 33  | Frankreich  | Thierry Laurent  | 79     |
| 34  | Frankreich  | Pascal Lino      | 5      |
| 35  | Frankreich  | Christophe Manin | 105    |
| 36  | Frankreich  | Ronan Pensec     | 52     |
| 37  | Frankreich  | Dante Rezze      | ZÜ 14. |
| 38  | Frankreich  | Richard Virenque | 25     |
| 39  | Deutschland | Marcel Wüst      | A 1.   |

| Nr. | Land       | Name                | Platz  |
| --- | ---------- | ------------------- | ------ |
| 41  | Frankreich | Luc Leblanc         | ZÜ 14. |
| 42  | Frankreich | Dominique Arnould   | 48     |
| 43  | Frankreich | Jean-Claude Bagot   | A 13.  |
| 44  | Frankreich | Thierry Bourguignon | 29     |
| 45  | Frankreich | Jacky Durand        | 119    |
| 46  | Frankreich | Yvon Ledanois       | 42     |
| 47  | Frankreich | Thierry Marie       | 114    |
| 48  | Frankreich | Jean-Cyril Robin    | 44     |
| 49  | Frankreich | Gérard Rué          | 15     |

| Nr. | Land               | Name                    | Platz  |
| --- | ------------------ | ----------------------- | ------ |
| 51  | Vereinigte Staaten | Greg LeMond             | A 14.  |
| 52  | Frankreich         | Éric Boyer              | 12     |
| 53  | Frankreich         | Thierry Claveyrolat     | 33     |
| 54  | Frankreich         | Jean-Claude Colotti     | 95     |
| 55  | Frankreich         | Bruno Cornillet         | NA 17. |
| 56  | Frankreich         | Gilbert Duclos-Lassalle | A 14.  |
| 57  | Norwegen           | Atle Kvålsvoll          | 49     |
| 58  | Frankreich         | François Lemarchand     | 104    |
| 59  | Frankreich         | Jérôme Simon            | 27     |

| Nr. | Land                   | Name                | Platz |
| --- | ---------------------- | ------------------- | ----- |
| 61  | Vereinigte Staaten     | Andrew Hampsten     | 4     |
| 62  | Australien             | Phil Anderson       | 81    |
| 63  | Vereinigte Staaten     | Frankie Andreu      | 110   |
| 64  | Kanada                 | Steve Bauer         | A 13. |
| 65  | Vereinigte Staaten     | Andy Bishop         | ZÜ 8. |
| 66  | Belgien                | Michel Dernies      | 106   |
| 67  | Vereinigte Staaten     | Ron Kiefel          | A 13. |
| 68  | Italien                | Maximilian Sciandri | A 7.  |
| 69  | Vereinigtes Konigreich | Sean Yates          | 83    |

| Nr. | Land        | Name                 | Platz |
| --- | ----------- | -------------------- | ----- |
| 71  | Frankreich  | Gilles Delion        | 58    |
| 72  | Deutschland | Rolf Aldag           | A 8.  |
| 73  | Schweiz     | Laurent Dufaux       | A 13. |
| 74  | Schweiz     | Fabian Jeker         | A 13. |
| 75  | Deutschland | Dominik Krieger      | 53    |
| 76  | Frankreich  | Jean-Claude Leclercq | A 11. |
| 77  | Schweiz     | Erich Mächler        | A 13. |
| 78  | Niederlande | Henri Manders        | 129   |
| 79  | Schweiz     | Jörg Müller          | 94    |

| Nr. | Land       | Name                         | Platz  |
| --- | ---------- | ---------------------------- | ------ |
| 81  | Spanien    | Herminio Diaz Zabala         | 97     |
| 82  | Spanien    | Xabier Aldanondo             | 116    |
| 83  | Australien | Stephen Hodge                | 93     |
| 84  | Frankreich | Laurent Jalabert             | 34     |
| 85  | Frankreich | Philippe Louviot             | 57     |
| 86  | Spanien    | Miguel Ángel Martínez Torres | 101    |
| 87  | Australien | Neil Stephens                | 74     |
| 88  | Danemark   | Johnny Weltz                 | 102    |
| 89  | Schweiz    | Alex Zülle                   | NA 12. |

| Nr. | Land                   | Name               | Platz  |
| --- | ---------------------- | ------------------ | ------ |
| 91  | Niederlande            | Gert-Jan Theunisse | 13     |
| 92  | Belgien                | Johan Capiot       | A 11.  |
| 93  | Niederlande            | Rob Harmeling      | A 16.  |
| 94  | Russland 1991          | Dmitri Konyschew   | A 17.  |
| 95  | Danemark               | Peter Meinert      | ZÜ 13. |
| 96  | Vereinigtes Konigreich | Robert Millar      | 18     |
| 97  | Niederlande            | Jan Siemons        | A 15.  |
| 98  | Danemark               | Jesper Skibby      | 56     |
| 99  | Niederlande            | Ad Wijnands        | A 14.  |

| Nr. | Land          | Name                 | Platz |
| --- | ------------- | -------------------- | ----- |
| 101 | Italien       | Maurizio Fondriest   | 46    |
| 102 | Niederlande   | Eddy Bouwmans        | 14    |
| 103 | Russland 1991 | Wjatscheslaw Jekimow | 65    |
| 104 | Deutschland   | Olaf Ludwig          | 96    |
| 105 | Belgien       | Wilfried Nelissen    | A 10. |
| 106 | Belgien       | Guy Nulens           | 77    |
| 107 | Belgien       | Marc Sergeant        | 66    |
| 108 | Belgien       | Eric Van Lancker     | A 8.  |
| 109 | Russland 1991 | Dmitri Schdanow      | 38    |

| Nr. | Land         | Name                   | Platz  |
| --- | ------------ | ---------------------- | ------ |
| 111 | Kolumbien    | Álvaro Mejía           | a 14.  |
| 112 | Kolumbien    | Alberto Camargo        | A 13.  |
| 113 | Litauen 1989 | Arunas Cepele          | 32     |
| 114 | Kolumbien    | Carlos Mario Jaramillo | 68     |
| 115 | Litauen 1989 | Artūras Kasputis       | 71     |
| 116 | Kolumbien    | Gerardo Moncada        | 54     |
| 117 | Kolumbien    | Julio-César Ortegón    | 125    |
| 118 | Kolumbien    | William Palacio        | NA 12. |
| 119 | Kolumbien    | Efrain Rico            | A 6.   |

| Nr. | Land      | Name                  | Platz |
| --- | --------- | --------------------- | ----- |
| 121 | Spanien   | Laudelino Cubino      | A 11. |
| 122 | Spanien   | Francisco Antequera   | 109   |
| 123 | Spanien   | Juan-Martin Martinez  | 64    |
| 124 | Spanien   | Jesús Montoya         | 69    |
| 125 | Spanien   | Javier Murguialday    | 26    |
| 126 | Kolumbien | Fabio Parra           | A 8.  |
| 127 | Danemark  | Per Pedersen          | 89    |
| 128 | Spanien   | Fernando Quevedo      | 130   |
| 129 | Kolumbien | Óscar de Jesús Vargas | 24    |

| Nr. | Land        | Name                | Platz  |
| --- | ----------- | ------------------- | ------ |
| 131 | Niederlande | Steven Rooks        | 17     |
| 132 | Belgien     | Mario De Clercq     | A 13.  |
| 133 | Niederlande | Gerrit de Vries     | NA 7.  |
| 134 | Niederlande | Martin Kokkelkoren  | 118    |
| 135 | Niederlande | Frans Maassen       | 91     |
| 136 | Niederlande | Jelle Nijdam        | 113    |
| 137 | Belgien     | Noël Segers         | A 14.  |
| 138 | Belgien     | Edwig Van Hooydonck | NA 13. |
| 139 | Belgien     | Eric Vanderaerden   | A 13.  |

| Nr. | Land        | Name               | Platz |
| --- | ----------- | ------------------ | ----- |
| 141 | Italien     | Moreno Argentin    | A 8.  |
| 142 | Italien     | Davide Cassani     | A 16. |
| 143 | Italien     | Bruno Cenghialta   | A 14. |
| 144 | Italien     | Roberto Conti      | 84    |
| 145 | Italien     | Alberto Elli       | 28    |
| 146 | Deutschland | Rolf Gölz          | S 13. |
| 147 | Schweiz     | Rolf Järmann       | 62    |
| 148 | Italien     | Massimiliano Lelli | A 7.  |
| 149 | Danemark    | Rolf Sørensen      | NA 2. |

| Nr. | Land        | Name             | Platz |
| --- | ----------- | ---------------- | ----- |
| 151 | Deutschland | Uwe Ampler       | A 12. |
| 152 | Deutschland | Udo Bölts        | 35    |
| 153 | Belgien     | Etienne De Wilde | 120   |
| 154 | Deutschland | Bernd Gröne      | NA 5. |
| 155 | Deutschland | Jens Heppner     | 10    |
| 156 | Deutschland | Andreas Kappes   | 128   |
| 157 | Frankreich  | Marc Madiot      | 70    |
| 158 | Frankreich  | Yvon Madiot      | 67    |
| 159 | Deutschland | Remig Stumpf     | A 13. |

| Nr. | Land    | Name                     | Platz |
| --- | ------- | ------------------------ | ----- |
| 161 | Spanien | Federico Echave          | NA 2. |
| 162 | Spanien | Fernando Escartín        | 45    |
| 163 | Spanien | Francisco Espinosa       | 36    |
| 164 | Spanien | Iñaki Gastón             | A 13. |
| 165 | Spanien | Arsenio Gonzalez         | 20    |
| 166 | Spanien | Alberto Leanizbarrutia   | A 13. |
| 167 | Spanien | Francisco Javier Mauleón | 19    |
| 168 | Spanien | Roberto Sierra           | A 11. |
| 169 | Spanien | Jon Unzaga               | 22    |

| Nr. | Land    | Name                | Platz |
| --- | ------- | ------------------- | ----- |
| 171 | Belgien | Johan Museeuw       | 73    |
| 172 | Belgien | Peter De Clercq     | 123   |
| 173 | Belgien | Sammie Moreels      | 100   |
| 174 | Belgien | Jan Nevens          | 51    |
| 175 | Belgien | Hendrik Redant      | 122   |
| 176 | Belgien | Peter Roes          | 121   |
| 177 | Belgien | Rik Van Slycke      | 124   |
| 178 | Belgien | Patrick Verschueren | A 7.  |
| 179 | Belgien | Marc Wauters        | A 12. |

| Nr. | Land     | Name                   | Platz  |
| --- | -------- | ---------------------- | ------ |
| 181 | Irland   | Sean Kelly             | 43     |
| 182 | Spanien  | Enrique Alonso         | 31     |
| 183 | Portugal | Acácio da Silva        | 61     |
| 184 | Schweiz  | Mauro Gianetti         | ZÜ 13. |
| 185 | Spanien  | Ramon Gonzales         | 82     |
| 186 | Spanien  | Carlos Hernández Bailo | 85     |
| 187 | Spanien  | Luis Perez-Garcia      | 41     |
| 188 | Spanien  | Fernando Piñero        | 60     |
| 189 | Schweiz  | Pascal Richard         | A 5.   |

| Nr. | Land       | Name              | Platz  |
| --- | ---------- | ----------------- | ------ |
| 191 | Italien    | Franco Chioccioli | 16     |
| 192 | Italien    | Franco Ballerini  | 115    |
| 193 | Italien    | Mario Cipollini   | A 7.   |
| 194 | Polen      | Zenon Jaskuła     | NA 12. |
| 195 | Frankreich | Francis Moreau    | A 11.  |
| 196 | Frankreich | Laurent Pillon    | 88     |
| 197 | Italien    | Eros Poli         | NA 7.  |
| 198 | Italien    | Flavio Vanzella   | 59     |
| 199 | Italien    | Franco Vona       | 11     |

| Nr. | Land        | Name               | Platz  |
| --- | ----------- | ------------------ | ------ |
| 201 | Belgien     | Luc Roosen         | A 14.  |
| 202 | Belgien     | Herman Frison      | 111    |
| 203 | Danemark    | Brian Holm         | 76     |
| 204 | Deutschland | Olaf Jentzsch      | ZÜ 10. |
| 205 | Danemark    | Søren Lilholt      | 99     |
| 206 | Australien  | Allan Peiper       | 126    |
| 207 | Niederlande | Peter Pieters      | S 14.  |
| 208 | Belgien     | Jim Van de Laer    | 30     |
| 209 | Niederlande | Adrie van der Poel | A 13.  |

| Nr. | Land        | Name                 | Platz |
| --- | ----------- | -------------------- | ----- |
| 211 | Niederlande | Erik Breukink        | 7     |
| 212 | Mexiko      | Raúl Alcalá          | 21    |
| 213 | Deutschland | Falk Boden           | NA 7. |
| 214 | Niederlande | Maarten den Bakker   | 92    |
| 215 | Irland      | Martin Earley        | 80    |
| 216 | Deutschland | Mario Kummer         | 78    |
| 217 | Osterreich  | Harald Maier         | 50    |
| 218 | Niederlande | Jos Van Aert         | 87    |
| 219 | Niederlande | Jean-Paul van Poppel | 127   |

A: Aufgabe während der Etappe, NA: nicht zur Etappe angetreten, S: suspendiert/ausgeschlossen, ZÜ: Zeitüberschreitung